# Magnus Mörner
Magnus Mörner af Morlanda, född 31 mars 1924, död 12 april 2012, var en svensk greve och historiker. Han var son till Birger Mörner. 
Mörner förestod Iberoamerikanska biblioteket och institutet vid Handelshögskolan i Stockholm 1953–1965 och var professor i New York 1963–1969. År 1969 återkom han till Sverige och var chef för Latinamerikainstitutet vid Stockholms universitet fram till 1976. År 1975 återvände han som professor till USA, University of Pittsburgh, där han stannade till 1981. Åren 1982–1990 var han professor i modern historia vid Göteborgs universitet. Som historiker inriktade sig Mörner på såväl svensk stormaktstid som Latinamerikas historia. Han var även kammarherre vid kungliga hovstaterna.